# Medelanomali

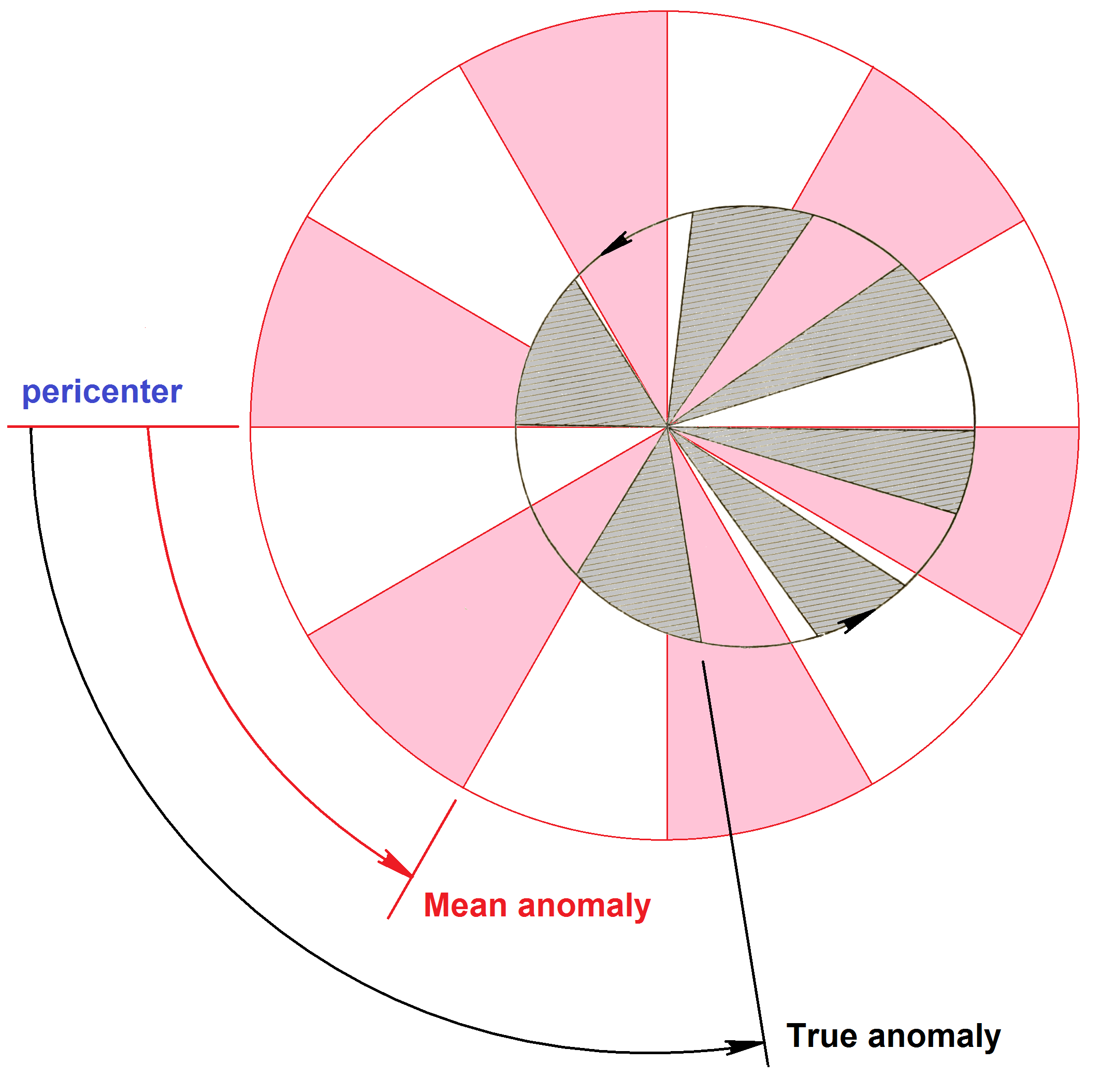
Area som sveps per tidsenhet av ett objekt i en elliptisk bana, och av ett imaginärt föremål i en cirkulär bana (med samma omloppstid). Båda sveper ut lika stora ytor på lika många gånger, men vinkelhastigheten för svep varierar för den elliptiska banan och är konstant för den cirkulära banan. Visade är medelanomali och sann avvikelse för två tidsenheter. (Observera att för visuell enkelhet visas en icke-överlappande cirkulär bana i diagram, så denna cirkulära bana med samma omloppsperiod visas inte i sann skala med denna elliptiska bana: för att skalan ska vara sann för de två banorna med samma period, måste dessa banor skära varandra.)

Medelanomali, betecknas: M, vinkeln sett från solen mellan perihelium och en fiktiv planet med jämn rörelse som har samma fokus och omloppstid som den verkliga planeten, mätt i planetens rörelseriktning.  Den fiktiva och den verkliga planetens position sammanfaller i perihelium och aphelium. Det är det vinkelavstånd från pericentrum som en fiktiv kropp skulle ha om den rörde sig i en cirkulär bana , med konstant hastighet, i samma omloppsperiod som den faktiska kroppen i sin elliptiska bana.
Medelanomalin är noll då planeten passerar sitt perihelium, och därefter ökar medelanomalin med tiden med exakt 360 grader för varje omloppsperiod.
Medelanomalin kan även användas för en satellits rörelse runt jorden, eller för en godtycklig himlakropps rörelse runt en annan betydligt större centralkropp. 

## Definition
Definiera T som den tid som krävs för en viss kropp att slutföra en omloppsbana. I tiden T sveper radievektorn ut 2π radianer eller 360°. Den genomsnittliga svephastigheten, n, är då
{\displaystyle n={\frac {\,2\,\pi \,}{T}}={\frac {\,360^{\circ }\,}{T}}~,}
som kallas kroppens medelvinkelrörelse, med dimensioner av radianer per tidsenhet eller grader per tidsenhet.
Definiera τ som den tid då kroppen är i pericentrum. Från ovanstående definitioner kan en ny kvantitet, M, medelanomali definieras
{\displaystyle M=n\,(t-\tau )~,}
vilket ger ett vinkelavstånd från pericentrum vid godtycklig tid t med dimensioner av radianer eller grader.
Eftersom ökningshastigheten,n, är ett konstant medelvärde, ökar medelanomalin likformigt (linjärt) från 0 till 2 radianer eller 0° till 360° under varje omloppsbana. Det är lika med 0 när kroppen är vid pericentrum,π radianer (180°) vid apocenter och 2π radianer (360°) efter ett helt varv. Om medelanomali är känd vid ett givet ögonblick, kan den beräknas vid något senare (eller tidigare) ögonblick genom att helt enkelt addera (eller subtrahera)n⋅δt därδt representerar den lilla tidsskillnaden.
Genomsnittlig anomali mäter inte en vinkel mellan några fysiska objekt (förutom vid pericenter eller apocenter, eller för en cirkulär bana). Det är helt enkelt ett bekvämt enhetligt mått på hur långt runt dess omloppsbana en kropp har gått sedan pericentrum. Den genomsnittliga anomalien är en av tre vinkelparametrar (historiskt kända som "anomalier") som definierar en position längs en omloppsbana, de andra två är den excentriska anomalien och den sanna anomalien.

### Genomsnittlig anomali vid epok
Medelanomalin vid epok, M0, definieras som den momentana medelanomin vid en given epok, t0. Detta värde förses ibland med andra orbitala element för att möjliggöra beräkningar av objektets tidigare och framtida positioner längs omloppsbanan. Den epok för vilken M0definieras bestäms ofta av konventioner inom ett givet område eller disciplin. Till exempel definierar planetariska efemerider ofta M0 för epoken J2000, medan epoken för objekt som kretsar runt jorden som beskrivs av en tvåradselementuppsättning anges som ett datum i den första raden.

## Formler
Medelanomalin M kan beräknas från den excentriska anomalien E och excentricitetene med Keplers ekvation: 
{\displaystyle M=E-e\,\sin E~.}
Genomsnittlig anomali ses också ofta som 
{\displaystyle M=M_{0}+n\left(t-t_{0}\right)~,}
där M0 är medelanomali vid epokent0, som kan eller inte kan sammanfalla med τ, tiden för pericenterpassage. Den klassiska metoden för att hitta ett objekts position i en elliptisk bana från en uppsättning orbitala element är att beräkna medelanomali med denna ekvation, och sedan lösa Keplers ekvation för den excentriska anomali.
Definiera ϖ som longituden för pericenter, vinkelavståndet för pericenter från en referensriktning. Definiera ℓ som medellängdgrad, vinkelavståndet för kroppen från samma referensriktning, förutsatt att den rör sig med enhetlig vinkelrörelse som med medelanomali. Således är medelanomali också
{\displaystyle M=\ell -\varpi ~.}
Genomsnittlig vinkelrörelse kan också uttryckas,
{\displaystyle n={\sqrt {{\frac {\mu }{\;a^{3}\,}}\,}}~,}
där μ är gravitationsparametern, som varierar med objektens massor, och a är banans halva storaxel. Genomsnittlig anomali kan sedan utökas
{\displaystyle M={\sqrt {{\frac {\mu }{\;a^{3}\,}}\,}}\,\left(t-\tau \right)~,}
och här representerar medelanomali enhetlig vinkelrörelse på en cirkel med radiena.
Medelanomalin kan beräknas från excentriciteten och den sanna anomalien v genom att hitta den excentriska anomalien och sedan använda Keplers ekvation. Detta ger, i radianer:
{\displaystyle M=\operatorname {atan2} \left({\sqrt {1-e^{2}}}\sin \nu ,e+\cos \nu \right)-e{\frac {{\sqrt {1-e^{2}}}\sin \nu }{1+e\cos \nu }}}
där atan2(y, x) är vinkeln från strålens x-axel från  (0, 0) till (x, y), med samma tcken som y.
För paraboliska och hyperboliska banor är medelanomali inte definierad, eftersom de inte har en period. Men i dessa fall, som med elliptiska banor, ökar området som sveps av en korda mellan attraktionen och objektet som följer banan linjärt med tiden. För det hyperboliska fallet finns det en formel som liknar ovanstående som ger den förflutna tiden som en funktion av vinkeln (den sanna anomalin i det elliptiska fallet), som förklaras i artikeln Kepler omloppsbana. För parabolfallet finns det en annan formel, begränsningsfallet för antingen det elliptiska eller hyperboliska fallet eftersom avståndet mellan brännpunkterna går mot oändlighet. 
Genomsnittlig anomali kan också uttryckas som en serieexpansion:
{\displaystyle M=\nu +2\sum _{n=1}^{\infty }(-1)^{n}\left[{\frac {1}{n}}+{\sqrt {1-e^{2}}}\right]\beta ^{n}\sin {n\nu }}
med {\displaystyle \beta ={\frac {1-{\sqrt {1-e^{2}}}}{e}}}
{\displaystyle M=\nu -2\,e\sin \nu +\left({\frac {3}{4}}e^{2}+{\frac {1}{8}}e^{4}\right)\sin 2\nu -{\frac {1}{3}}e^{3}\sin 3\nu +{\frac {5}{32}}e^{4}\sin 4\nu +\operatorname {\mathcal {O}} \left(e^{5}\right)}
En liknande formel ger den sanna anomali direkt i termer av medelanomali:
{\displaystyle \nu =M+\left(2\,e-{\frac {1}{4}}e^{3}\right)\sin M+{\frac {5}{4}}e^{2}\sin 2M+{\frac {13}{12}}e^{3}\sin 3M+\operatorname {\mathcal {O}} \left(e^{4}\right)}
En allmän formulering av ovanstående ekvation kan skrivas som ekvationen för mitten:
{\displaystyle \nu =M+2\sum _{s=1}^{\infty }{\frac {1}{s}}\left[J_{s}(se)+\sum _{p=1}^{\infty }\beta ^{p}{\big (}J_{s-p}(se)+J_{s+p}(se){\big )}\right]\sin(sM)}